# تریومف تولیدو

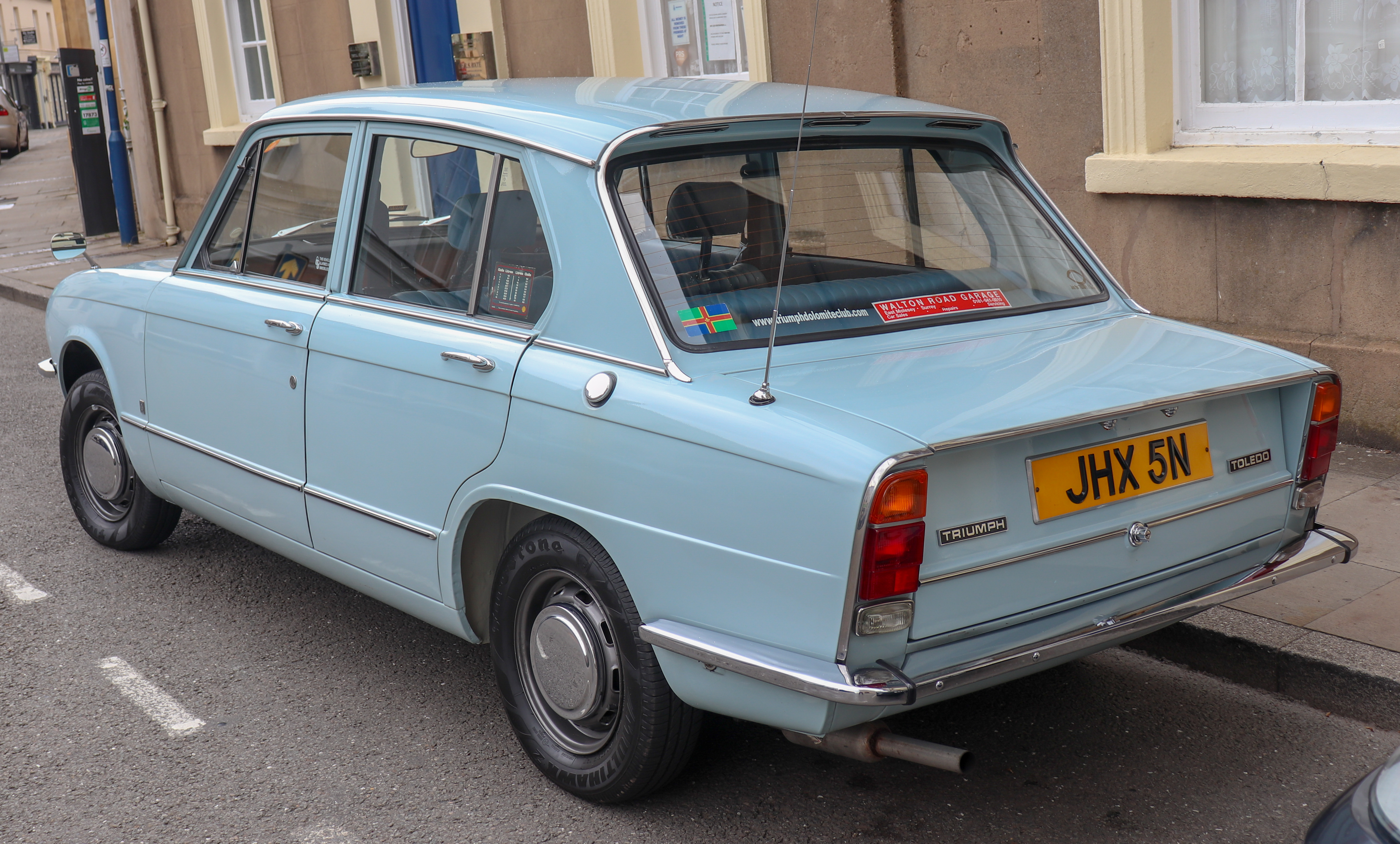

تریومف تولیدو (Triumph Toledo) خودرویی است که در سال‌های ۱۹۷۰ تا ۱۹۷۶۱۱۳،۲۹۴ ۱۳۰۰ cc made
۵،۸۸۸ ۱۵۰۰ cc madeتولید شده‌است. طول آن در حالت طبیعی ۱۵۶ اینچ (۳٬۹۶۲ میلیمتر)، عرض آن در حالت طبیعی ۶۲ اینچ (۱٬۵۷۵ میلیمتر) و ارتفاع آن در حالت طبیعی ۵۴ اینچ (۱٬۳۷۲ میلیمتر) و وزن آن در حالت طبیعی ۱٬۹۶۰ پوند (۸۹۰ کیلوگرم) است.
موتور آن ۱۲۹۶ سی‌سی سیستم جعبه‌دندهٔ آن ۴ دنده به صورت دستی است.

## نگارخانه

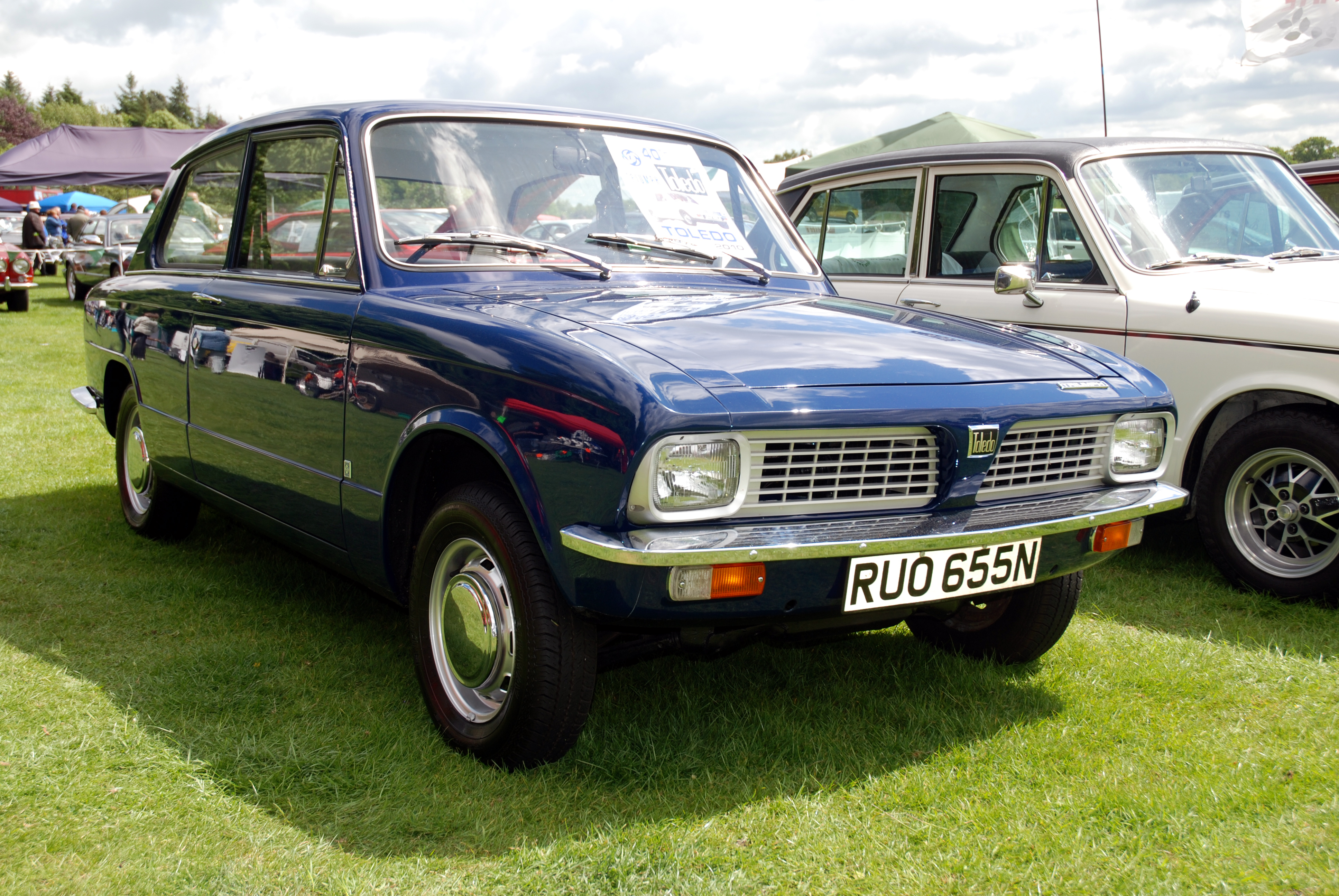
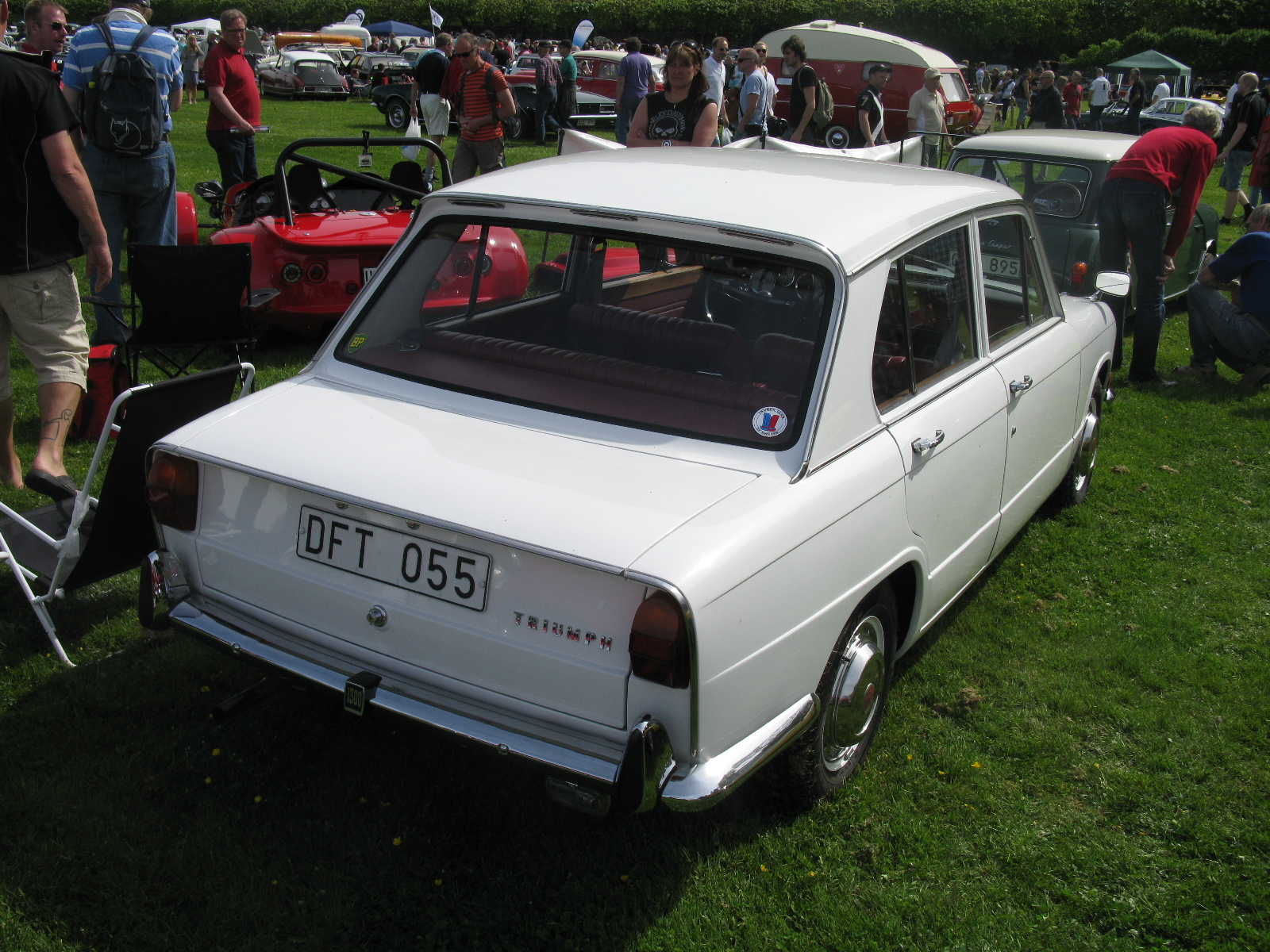